# 哈斯拉姆高地
67°25′S 67°30′W / 67.417°S 67.500°W
哈斯拉姆高地（Haslam Heights），是南極洲的高地，位於葛拉漢地的盧貝海岸，處於阿羅史密斯半島，海拔高度約1,000米，由法國探險隊發現，現時由南極條約體系管理。